# Pudłów
Pudłów (czes. Pudlovⓘ, niem. Pudlau) – część miasta Bogumina w kraju morawsko-śląskim, w powiecie Karwina w Czechach. Jest to także gmina katastralna o powierzchni 404,36 ha, położona na prawym brzegu Odry, w historycznych granicach Śląska Cieszyńskiego. Liczba mieszkańców wynosi 1452, a adresów 330.

## Historia
Pierwsza wzmianka pochodzi z 1428. Miejscowość ta, podobnie jak Szonychel i Kopytów, związana była z pobliskim Boguminem i po wojnach śląskich znalazła się w tej części bogumińskiego państwa stanowego, które pozostało przy Habsburgach.
Wielki wpływ na rozwój wsi miała industrializacja na początku XX wieku, co przyczyniło się do wzrostu liczby ludności.
Według austriackiego spisu ludności z 1910 roku Pudłów, będący częścią miasta Bogumin, miał 3016 mieszkańców, z czego 2865 było zameldowanych na stałe, 1761 (61,5%) było niemiecko-, 992 (34,6%) polsko- i 112 (3,9%) czeskojęzycznymi, 2733 (90,6%) było katolikami, 109 (3,6%) ewangelikami, 3 (0,1%) kalwinistami, 57 (1,9%) wyznawcami judaizmu a 114 (3,8%) innej religii lub wyznania.
Po podziale Śląska Cieszyńskiego miejscowość stała się częścią Czechosłowacji, zaś w 1938 została wraz z Zaolziem zaanektowana przez Polskę, a w II wojnie światowej przez nazistowskie Niemcy. Po wojnie przywrócona Czechosłowacji. Ponownie w granicach administracyjnych Bogumina znalazła się w 1974.

## Urodzeni w Pudłowie
W Pudłowie urodził się Tomáš Pospíchal, czeski piłkarz i trener.

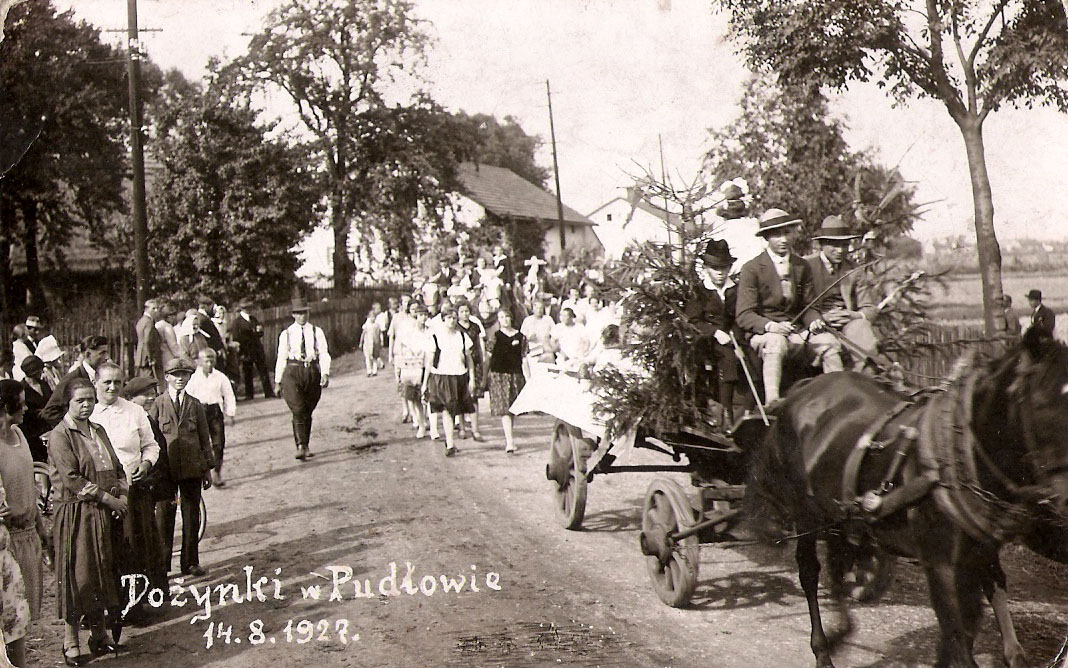
Dożynki w 1927
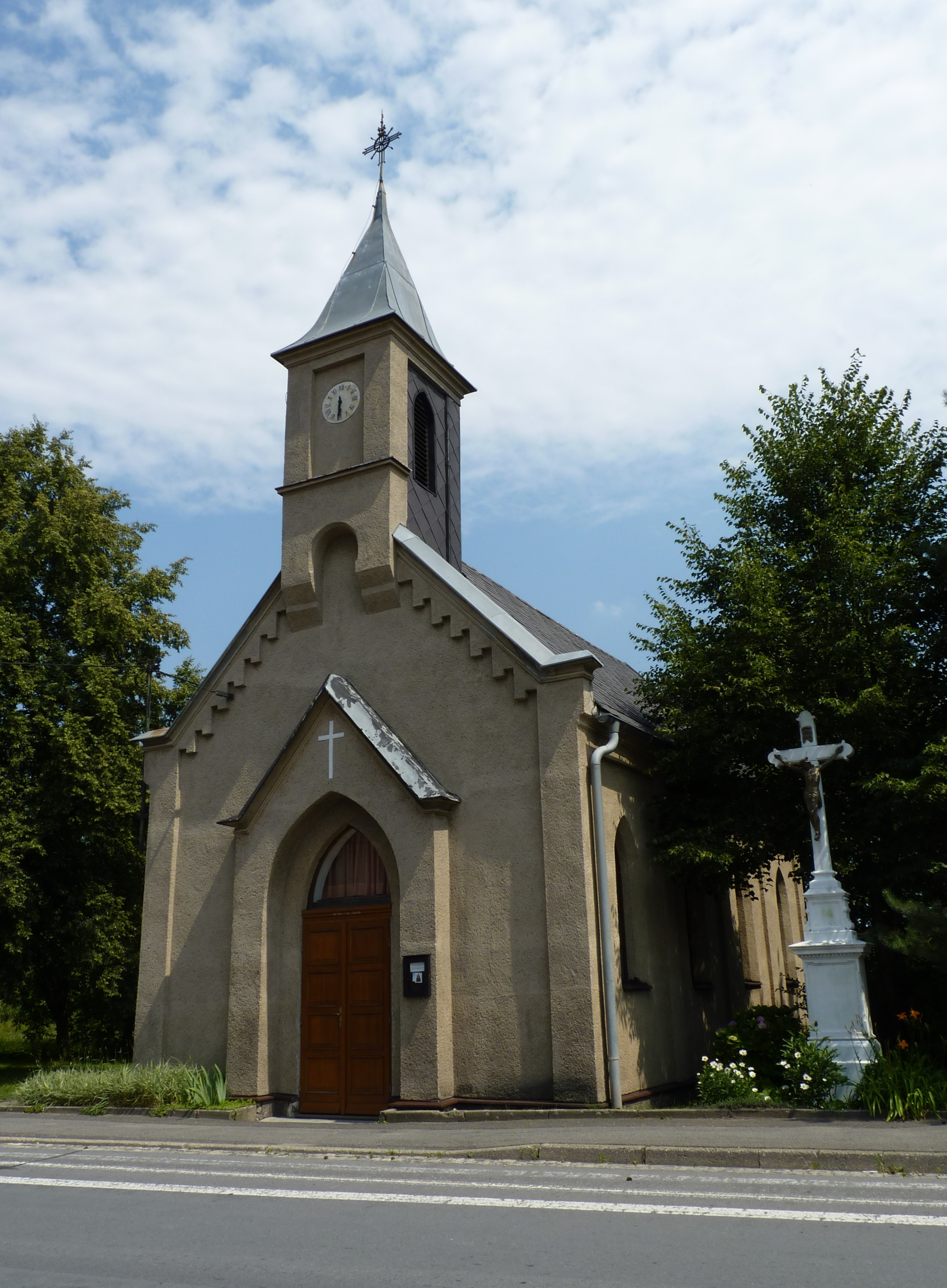
Kościół w Pudłowie